# Poya Asbaghi
Poya Asbaghi, född 17 juli 1985 i Karaj i Iran, är en svensk fotbollstränare. 2021 var han förbundskapten för Sveriges U21-landslag och 2018 till 2020 var han huvudtränare för allsvenska laget IFK Göteborg.

## Karriär

### Dalkurd FF
Asbaghi är uppvuxen i Uppsala. Han har tidigare under två års tid varit assisterande tränare för Dalkurd. Klubben befordrade honom till huvudtränare i november 2015, och han verkade i klubben även under 2016 och 2017. Under sitt debutår i Superettan ledde han Dalkurd till fjärde plats i tabellen, endast en poäng bakom Halmstads BK på allsvensk kvalplats. Med totalt 53 ihopsamlade poäng i serien blev laget därmed den nästbästa nykomlingen någonsin sedan bildandet av Superettan.
Asbaghi inledde även Superettan 2017 som huvudtränare för Dalkurd. Efter sju matcher valde dock klubben och Asbaghi att gå skilda vägar efter en inbördes schism. Detta skedde trots att laget låg på direktplats till Allsvenskan (andra plats i tabellen) och endast hade släppt in 1 mål på 7 matcher.

### Gefle IF
Den 29 maj 2017 presenterades Poya Asbaghi som ny huvudtränare för Gefle IF. Gefle hade vid det tillfället inlett Superettan svagt och parkerade, när Asbaghi tillträdde, på sista plats med endast 5 poäng efter 10 omgångar. Gefle stod sedan för en imponerande upphämtning under Asbaghi, när man trots sommarens försäljning av stjärnan Johan Oremo tog 28 poäng på 15 matcher under hösten och klarade sig kvar i Superettan utan kvalspel.

### IFK Göteborg
Asbaghi tog över som tränare för IFK Göteborg den 20 november 2017, och den 25 juli 2019 förlängde han sitt avtal med IFK Göteborg över ytterligare två år.
Första säsongen 2018 slutade man elva och 2019 kom man på en sjunde plats. 
Efter säsongen 2019 blev Poya Asbaghi nominerad till Årets tränare – del av Allsvenskans Stora Pris.
Den 30 juli 2020 tog Asbaghi sin första stora titel som tränare när IFK Göteborg vann Svenska Cupen efter att ha besegrat största rivalen Malmö FF med 2-1 i finalen. Därmed kvalificerades laget även för kvalspel till Europa League.Den 3 september 2020 fick Asbaghi sparken som tränare för IFK Göteborg.

### U21-landslaget
Den 24 november 2020 meddelade Svenska Fotbollförbundet att Asbaghi skulle ta över som förbundskapten för svenska U21-landslaget från och med årsskiftet. Den 17 november 2021 lämnade han sitt uppdrag för att bli huvudtränare i engelska Barnsley. Vid det tillfället hade Poya tagit Sverige till ledning i en EM-kvalgrupp strax före Italien.

### Barnsley
Den 17 november 2021 blev Asbaghi klar som huvudtränare i den engelska Championship-klubben Barnsley. Med sig tar han sin förre assisterande tränare, spanjoren Ferran Sibila. Vid det tillfället parkerade Barnsley på sista plats i Championship med 11 förluster på deras 12 senaste matcher. 
Trots ökat poängsnitt under Asbaghi slutade med det med att Barnsley åkte ur Championship och Poya meddelande att han avgår som tränare.

### Röda Stjärnan
Den 8 september 2022 blev Poya klar som assisterande tränare i Röda Stjärnan. Han avslutade sitt uppdrag där under juni 2023.